# 컴퓨터 언어
컴퓨터 언어(computer language)라는 용어는 컴퓨터와의 커뮤니케이션에 쓰이는 다양한 종류의 언어들을 일컫는 말로서, 흔히 사용되는 프로그래밍 언어라는 용어의 뜻을 확장한 용어이다. 프로그래밍 언어는 컴퓨터 언어의 부분집합이다.
굳이 분류하자면 컴퓨터 언어는 두 개의 부류로 나뉠 수 있다. 고급(high level) 언어와 저급(low level)언어로 나뉠 수 있다. 고급 언어는 저급 언어보다 사용하기 쉽고, 더 추상적이며, 더 이식 가능성이 높게 디자인된다. 어떤 언어의 경우에는, 문법적으로 올바른 프로그램들은 저급 언어로 컴파일(compile)되어 컴퓨터 상에서 실행(execute)되게 된다. 오늘날 대부분의 소프트웨어는 고급 언어로 작성된다. 그 후 오브젝트 코드로 컴파일되고 난 뒤 기계어로 변환된다.
또한 다른 방법으로, 컴퓨터 언어를 분류할 수 있다. 사람이 읽을 수 있는(human-readable) 언어와 사람이 읽을 수 없는 언어로 분류할 수 있다. 사람이 읽을 수 있는 언어는 사람이 직접 사용하여 컴퓨터와 커뮤니케이트하게 해주는 용도로 쓰일 수 있다. 사람이 읽을 수 없는 언어는 더 간결하며, 처리가 쉽게 디자인 되었으나, 이러한 특징을 만족하기 위해 가독성은 희생하여 디자인되었다. 이 언어를 부분적으로는 읽고 이해하는 것이 가능하지만 말이다.

## 예시
컴퓨터 언어는 다음을 포함한다:
- 프로그래밍 언어 (예: C++, 어셈블리 프로그래밍 언어)
- 스크립팅 언어
- 스페시피케이션 언어
- 기계어 (다른 언어로부터 변환됨, 간혹 온 더 플라이로 변환됨.)
- 바이트코드 (특히 “가상 기계” 코드 -  가상 기계에서 수행된다.)
- 쿼리 언어 (예: SQL, XQuery)
- 마크업 언어 (예: HTML - 일반적으로 문서 생산에 사용된다.)
- 변환 언어 (예: XSLT)
- 템플릿 처리 언어
- 제4 세대 프로그래밍 언어 ("4GL")
- 하드웨어 디스크립션 언어 ("HDL")
- 설정 파일 포맷들 (예: INI 파일)
- 분류:데이터 직렬화 포맷

## 역사
역사 및 분류에 대한 자세한 기술은 (영어) The Encyclopedia of Programming Languages를 참고하라.

## 같이 보기
- 프로그래밍 언어
- 자연어
- 자연어 처리
- 인공어